# Де Вос, Ян
Ян Хенрикюс де Вос (нидерл. Jan Henricus de Vos; 21 августа 1893, Амстердам — 1 сентября 1958, Нарден) — нидерландский футболист, игравший на позиции нападающего, выступал за амстердамский «Аякс».

## Спортивная карьера
В сентябре 1910 года Ян де Вос вступил в футбольный клуб «Аякс». На тот момент он проживал в северной части города по адресу Харлеммервег 49. Ян стал играть как нападающий за пятый состав «Аякса», где также играли Ян Госен и Андре де Крёйфф. В начале сезона 1911/12 начал выступать за третью команду.
В основном составе дебютировал 21 марта 1913 года в товарищеском матче против английского «Далвич Хамлета», сыграв на позиции правого нападающего — на стадионе «Хет Хаутен» его команда уступила гостям со счётом 1:4. На следующий день Ян отправился с командой в Париж на пасхальный турнир местного клуба «Ред Стар». В полуфинале турнира «Аякс» проиграл хозяевам турнира, а в матче за третье место одержал победу над командой Французской спортивной ассоциации. В середине мая де Вос принял участие в финале Кубка Мёвсена, в котором его команда уступила английскому «Уэст Норвуду» со счётом 1:0.
В чемпионате Нидерландов де Вос впервые сыграл 22 декабря 1918 года на выезде в Утрехте против местного клуба «Херкюлес», заменив в стартовом составе Яна де Натриса. «Аякс» вышел на игру без четырёх основных футболистов — де Натриса, Гюпферта, Брокманна и Пелсера. Встреча между командами завершилась вничью 0:0.
В последний раз в составе клуба он выходил на поле 1 июня 1919 года в последнем матче турнира чемпионов против команды НАК. Счёт в первом тайме открыли гости, отличился Вим Гюпферт, а во второй половине игры после паса де Воса победный гол забил Ян ван Дорт.

## Личная жизнь

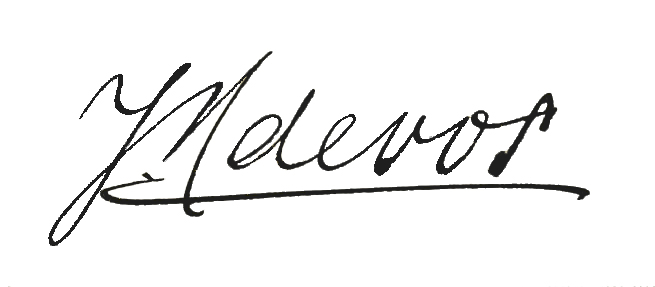
Автограф Яна де Воса.

Ян родился в августе 1893 года в Амстердаме. Отец — Ян де Вос, мать — Алида Йоханна Клейн, оба родителя были родом из Амстердама. Помимо Яна, в семье было ещё семеро детей: четверо дочерей и трое сыновей
Женился в возрасте двадцати девяти лет — его избранницей стала 24-летняя Йоханна Велзел, уроженка Амстердама. Их брак был зарегистрирован 28 сентября 1922 года в Амстердаме.
Умер 1 сентября 1958 года в Нардене в возрасте 65 лет. Церемония кремации состоялась 4 сентября на территории кладбища Вестервелд.